# Куйтун (Бурятия)
Куйту́н (бур. Хүйтэн) — село в Тарбагатайском районе Бурятии. Административный центр сельского поселения «Куйтунское».

## География
Расположено в долине среднего течения реки Куйтунки (от бур. хγйтэн — «холодная») при впадении речек Брянки и Скородумки. Находится в 45 км южнее города Улан-Удэ, в 7 км к востоку от села Надеино, и в 31 км от районного центра — села Тарбагатая.
Рельеф
Село расположено в окружение горных хребтов, наивысшая точка гора Синяя (1424 м). К юго-востоку от села есть скальные образования — Матвейкины Камни (1293 м).
Климат
Климат Куйтуна умеренный, резко континентальный, относится к четвёртой зоне Республики Бурятия (степь центральная). Зима холодная, снежная, продолжительная. Среднемесячная температура января — минус 24,2 °С. Лето короткое, сухое, жаркое. Среднемесячная температура июля — 19,8 °С. Среднегодовая температура воздуха составляет — минус 2,2 °С. Сумма активных температур выше + 10 °С равна 1720 гр. Продолжительность безморозного периода — 90—95 дней. Среднегодовая сумма осадков выпадает 320—340 мм, из которых 65 % приходится на вторую половину лета.
Почвы
Механический состав почвы в окрестности села Куйтун неоднородный, это связано с разнородностью рельефа. Наиболее распространенные виды: подзолистые, каштановые, чернозёмные.
Растительность
На южных склонах гор  произрастают сосна, лимонник даурский, боярышник, земляника. На северных склонах — сосна сибирская, берёза, осина, лиственница, пихта, рододендрон даурский, черёмуха, ольха, смородина чёрная, смородина красная, черника, голубика, брусника, жимолость, ежевика, можжевельник и др. Присутствует большое разнообразие лекарственных трав и грибов.
Животный мир
В окрестности села можно встретить медведя, рысь, лисицу, косулю, кабаргу, кабана, белку, волка, ежа, изюбра, сурка-тарбагана, суслика, бурундука и др. Обитает большое разнообразие птиц.

## История
Село основано казаками в 1689 году. Названо по реке Куйтунке. В 1765 году сюда прибыли старообрядцы-семейские, которые к 1795 году составляли большинство населения. В этот период из Куйтуна отселилась часть семейских в сёла Надеино и Старая Брянь.
В 1777 году основана православная церковь в честь Святителя Николая Чудотворца. Церковь деревянная, двухпрестольная; сгорела 22 декабря 1879 года. В состав Куйтунского прихода входили деревни: Куйтун, Старая Брянь, Новая Брянь, Пестерево, Надеино, Куналей. В церкви хранилась особо почитаемая икона Святителя Николая. С 1820 года икону ежегодно на один месяц возили в Верхнеудинск. Для иконы выписали из Москвы серебряный оклад стоимостью 600 рублей. Икона сгорела в пожаре 22 декабря 1879 года.
В 1780 году основана старообряческая часовня. В 1844 году был пойман выписанный из России старообрядцами поп, поэтому часовня была опечатана, а старообрядцам было настоятельно предложено перейти в единоверие. В 1872 году часовня так и стояла опечатанной, несмотря на многочисленные просьбы старообрядцев.
В 1884 году на средства прихожан была построена новая однопрестольная церковь во имя Святителя и Чудотворца Николая. Церковь была освящена 6 декабря 1885 года Преосвященнейшим Мелетием Епископом Селенгинским, Викарием Иркутской Епархии. В 1898 году храм был отремонтирован, купола и крыша покрыты листовым железом.
15 марта 1896 года основана школа грамоты. Для школы купец Николай Иванович Голдобин приобрёл дом за тысячу рублей. 15 апреля 1896 года школа грамоты была переименована в церковно-приходскую школу. 27 июня 1898 года император разрешил присвоить школе имя Мариинская в честь Марии Фёдоровны. Школа называлась Мариинско-Куйтунская. В 1899 году для школы было построено новое здание на каменном фундаменте. В 1899/1900 году в школе обучалось 31 мальчиков и 6 девочек. Попечителем школы был потомственный купец Николай Иванович Голдобин, сын И. Ф. Голдобина. При школе работала библиотека. В 1901 году в библиотеке было 237 экземпляров книг 168 названий на сумму 64 рубля 48 копеек. Библиотека выписывала журналы: «Народное образование», «Городской и сельский учитель», «Читальня в народной школе».
В 1914 году в Куйтуне была возведена старообрядческая церковь Рождества Христова (разрушена в 1964 году).
В селе работал винокуренный завод, принадлежавший верхнеудинскому купцу А. К. Кобылкину.
В 1929 году организовано товарищество по обработке земли. В 1933 году основан Куйтунский сельсовет. В 1940-х годах в селе было два колхоза: им. Молотова и им. Ворошилова. На фронтах Великой Отечественной войны погибло 226 куйтунцев. В послевоенное время хозяйства села влились в колхоз «Рассвет», который уже в 1970-е годы объединился с колхозом «Искра» села Надеино.
В 1996 году Русской Древлеправославной Церковью началось строительство храма во имя Святителя Николая Чудотворца. 7 июня 1998 года храм был освящён, став первой восстановленной старообрядческой церковью в Бурятии.
В октябре 2019 г. на ул. Новая прошли съёмки эпизода предстоящего фильма «321-я сибирская» бурятского кинорежиссёра Солбона Лыгденова.

## Население
| 2002 | 2010 |
| ---- | ---- |
| 1024 | ↘767 |

## Инфраструктура
Основная общеобразовательная школа, Дом культуры, краеведческий музей, почта, фельдшерско-акушерский пункт.

## Люди, связанные с селом
- Афанасьев, Леон Власович (1925—1996) — уставщик старообрядческой общины села Куйтун, религиозный подвижник, восстановитель Куйтунского храма во имя Святителя Николая Чудотворца, уроженец села.
- Болонев, Денис Прокопьевич (1927—2004) — хозяйственный деятель, орденоносец, почётный гражданин Республики Бурятия.
- Ефремов, Александр Кириллович (род. в 1937) — журналист, писатель, автор романа "Зарницы" (журнал "Байкал", 1984).
- Сергий (Попков) (род. в 1974) — митрополит Сибирский Русской Древлеправославной Церкви (с 2005 года); с 1995 по 2000 год священноиерей в Куйтуне, один из восстановителей и первый настоятель Куйтунского храма во имя Святителя Николая Чудотворца.